# Football Club Bavois
Actualités
Le Football Club Bavois est un club de football suisse, basé à Bavois, fondé en 1941.
Le club évolue en Promotion League (troisième division) depuis l'année 2016.